# Марко Никифоров
Марко Никифоров Попконстантинов (понякога Марко Никофоров Никофоров) е български офицер, генерал-майор.

## Биография
Марко Никифоров е роден е на 25 декември 1872 г. в Елена в семейството на Никифор Попконстантинов-Мудрон. Брат е на майор Константин Никифоров. През 1892 г. завършва Военното училище в София. Служи в четвърти артилерийски полк. От 1898 г. е в Софийския крепостен батальон. Между 1898 и 1902 г. учи в Михайловската военна артилерийска академия в Руската империя. В отделни периоди е помощник-началник на Софийския артилерийски арсенал и в Артилерийската инспекция. До 1912 г. преподава балистика във Военното училище. През 1912 е командир на батарея, а през 1913 г. на артилерийско отделение. Между декември 1912 и януари 1913 г. е част от българската делегация на Лондонската мирна конференция. На 13 юли 1913 г. е тежко ранен в гръбначния стълб. Впоследствие се възстановява, но до края на живота провлачва единия си крак. До 1918 г. е пълномощник на Министерството на войната пред съюзническото представителство в Берлин. Като човек с благ харектер, социални умения и хумор, той успява си създаде широки връзки сред военните и гражданските лица в немската столица, където в края на войната наема Коста Скутунов за негов адютант. Именно Марко Никофоров успява да издейства влакове за връщането на военния персонал командирован в Германия за България.
През 1920 г. излиза в запас. Почетен председател на Българския съюз на военноинвалидите и пострадалите от войните и постоянен представител в Международната конференция на съюзите на военноинвалидите и ветераните.
Генерал-майор Марко Никифоров умира на 9 февруари 1939 г. в София.
Марко Никифоров никога не се жени и няма деца.

## Награди
- Орден „За храброст“ 4-та степен
- Орден „Св. Александър“ 3-та степен с мечове и 4-та степен с мечове и розетка
- Френски орден на „Почетния легион“ с розетка
- Руски орден „Св. Ана“
- Югославски орден „Югославска корона“ 3-та степен

## Военни звания
- Подпоручик (2 август 1892)
- Поручик (2 август 1895)
- Капитан (18 май 1901)
- Майор (30 декември 1908)
- Подполковник (14 юли 1913)
- Полковник (5 декември 1916)
- о. з. Генерал-майор (2 февруари 1921)